# Volvo FH
Der Volvo FH ist eine im Jahr 1993 als Nachfolger der Volvo F 10, Volvo F 12 und Volvo F 16 mit den Modellen FH 12 und FH 16 nach sieben Jahren Entwicklungszeit eingeführte Lkw-Modellreihe für den Fernverkehr von Volvo Trucks. Die Reihe wurde 1998, 2002 und 2008 überarbeitet. 2005 wurde der FH 12 durch den mit einem neuen 12,8-Liter-Motor ausgestatteten FH 13 abgelöst. Seit 1993 sind über 400.000 Volvo FH gebaut worden.

## Erste Generation 1993–2002
Das Fahrerhaus wurde entwickelt mit den Hauptzielen, gegenüber den Fahrerhäusern der F-Modellreihe bei geringerem Gewicht und Luftwiderstand mehr Sicherheit und bessere Bedienbarkeit zu bieten. Beim Start der Modellreihe 1993 wurde der neu entwickelte Motorentyp D12, ein Reihensechszylinder mit 12,1 Litern Hubraum in seiner ersten Version D12A eingesetzt. Nachfolgend kamen im FH 12 die Versionen D12C, D12D und D12F zum Einsatz.

## Zweite Generation 2002–2013 und Facelift 2008
2002 wurde das Fahrerhaus überarbeitet.
Dabei wurde es länger und bekam einen neuen Fußboden sowie eine neue Inneneinrichtung. Ab Herbst 2005 war die Version D13A, in den Leistungsklassen 295, 325, 360 oder 390 kW erhältlich. Mit selektiver katalytischer Reduktion (SCR) erfüllte er die Abgasnorm Euro 5. Die zweite Version, der D13B-Motor war ab September 2007 mit 295, 325 bis 360 kW erhältlich. Mit einem System zur Abgasrückführung entspricht er der Abgasnorm Euro 4. Der Hauptvorteil dieser AGR-Lösung ist ein einfacher Einbau, da keine weiteren Systeme zur Abgasnachbehandlung benötigt wurden. Zusätzlich war ein einfacherer Betrieb ohne weitere Additive möglich. Volvo war weltweit der einzige Hersteller, der diese Lösung für spezielle Anwendungen wie zum Beispiel Kran-Lkw angeboten hat, um die Fahrgestellausführung nicht durch AdBlue-Behälter oder irgendein sonstiges Nachbehandlungssystem zu beeinträchtigen. Mit dem Modelljahr 2005 entfiel im Schriftzug und der Modellbezeichnung der Zusatz „12“, da das Modell nach Volvo-Nomenklatur jetzt eigentlich hätte FH13 heißen müssen, es erhielt nur noch die Bezeichnung FH, der FH16 behielt seinen Namen.
Allerdings wurde für den Fernlastverkehr oder sonstige Anwendungen mit hohem Kraftstoffverbrauch die wirtschaftlichere SCR-Lösung empfohlen. Der derzeit aktuelle Motor im FH 13 ist der D13C, ein Reihensechszylinder-Dieselmotor mit 12,8 Litern Hubraum und Ladeluftkühler sowie Turbolader. Er ist im Volvo FH mit 310, 340, 370 oder 395 kW erhältlich und erfüllt mit SCR die Abgasnormen Euro 5. Bei den 340, 370 oder 395 kW Motoren ist auch eine EEV Ausführung (Enhanced Environmentally Friendly Vehicle) mit geringerem Partikelausstoß möglich.
Zum Modelljahr 2008 erfolgte parallel zum schweren FH 16 ein Facelift. Es waren für den Volvo FH vier verschiedene Fahrerhausvarianten lieferbar. Von einer Kurzen ohne Übernachtungsmöglichkeit, über die Langversion bis zu den von der Bezeichnung bei Volvo üblichen Globetrotter und Globetrotter XL – Varianten, die genügend Platz auch für Zweifahrerbesatzungen bieten.

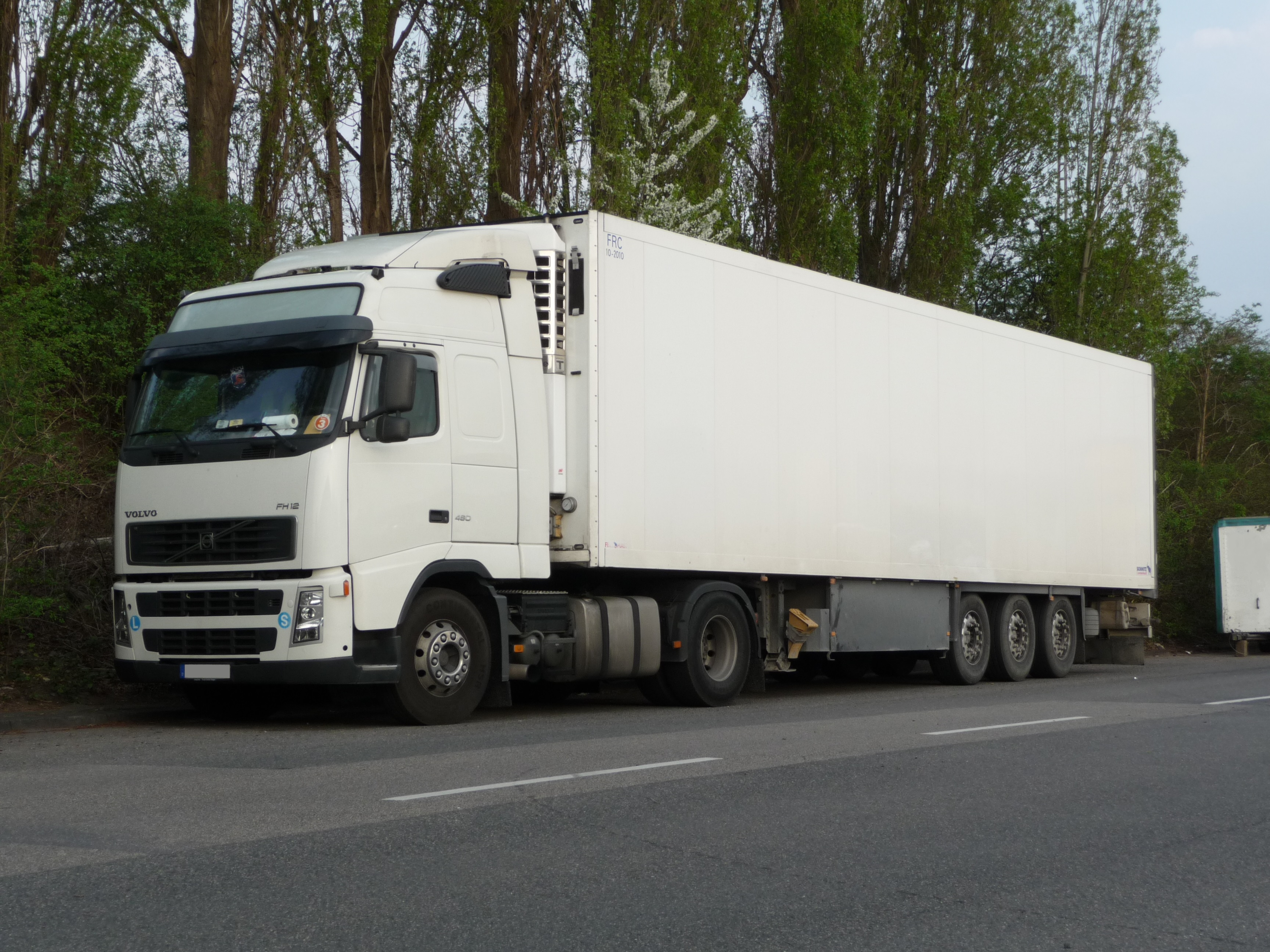
Volvo FH12 der 2. Generation ab 2002
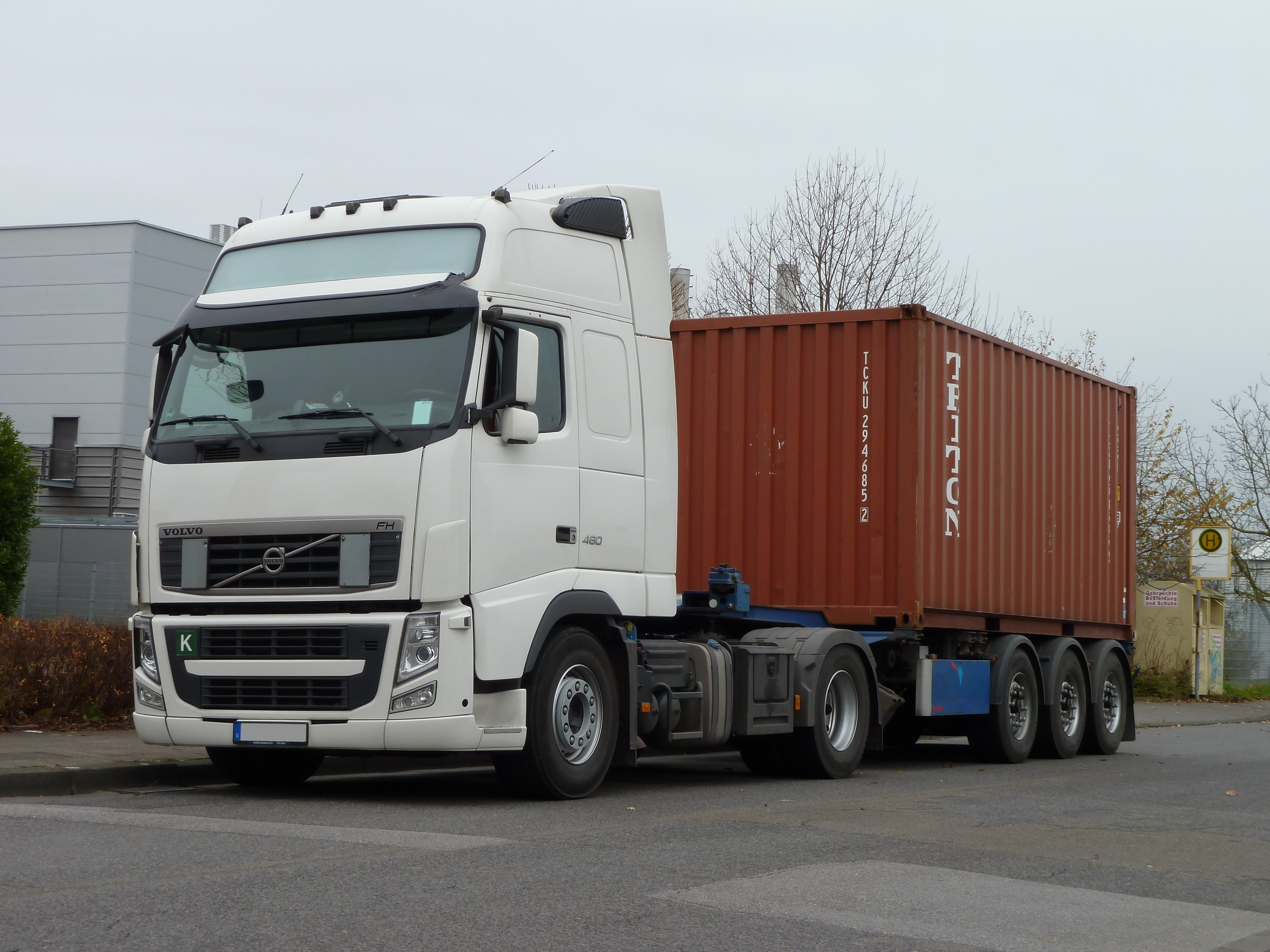
Volvo FH der 2. Generation, Facelift ab 2008
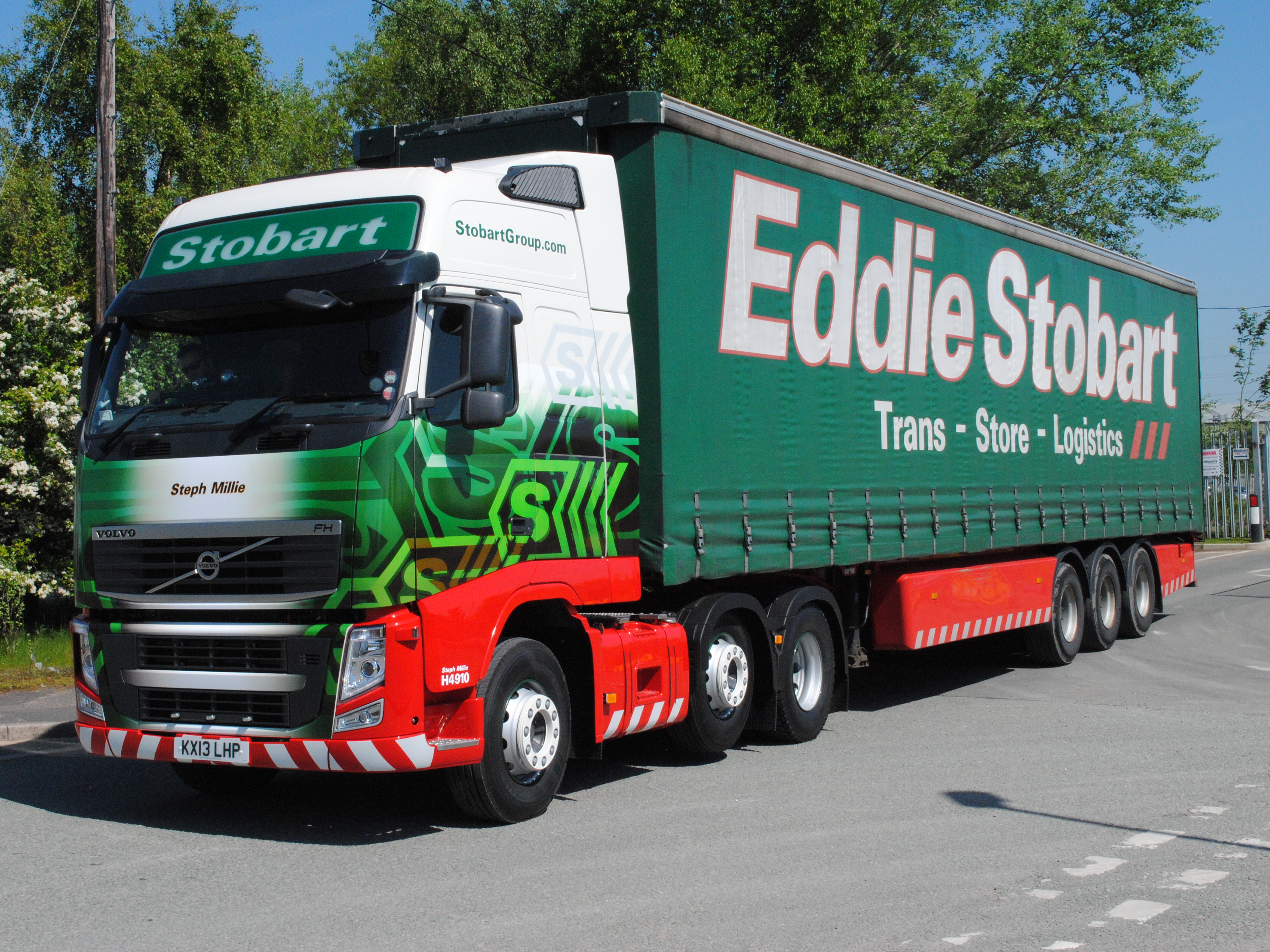
Modellpflege 2008, weiteres Beispiel
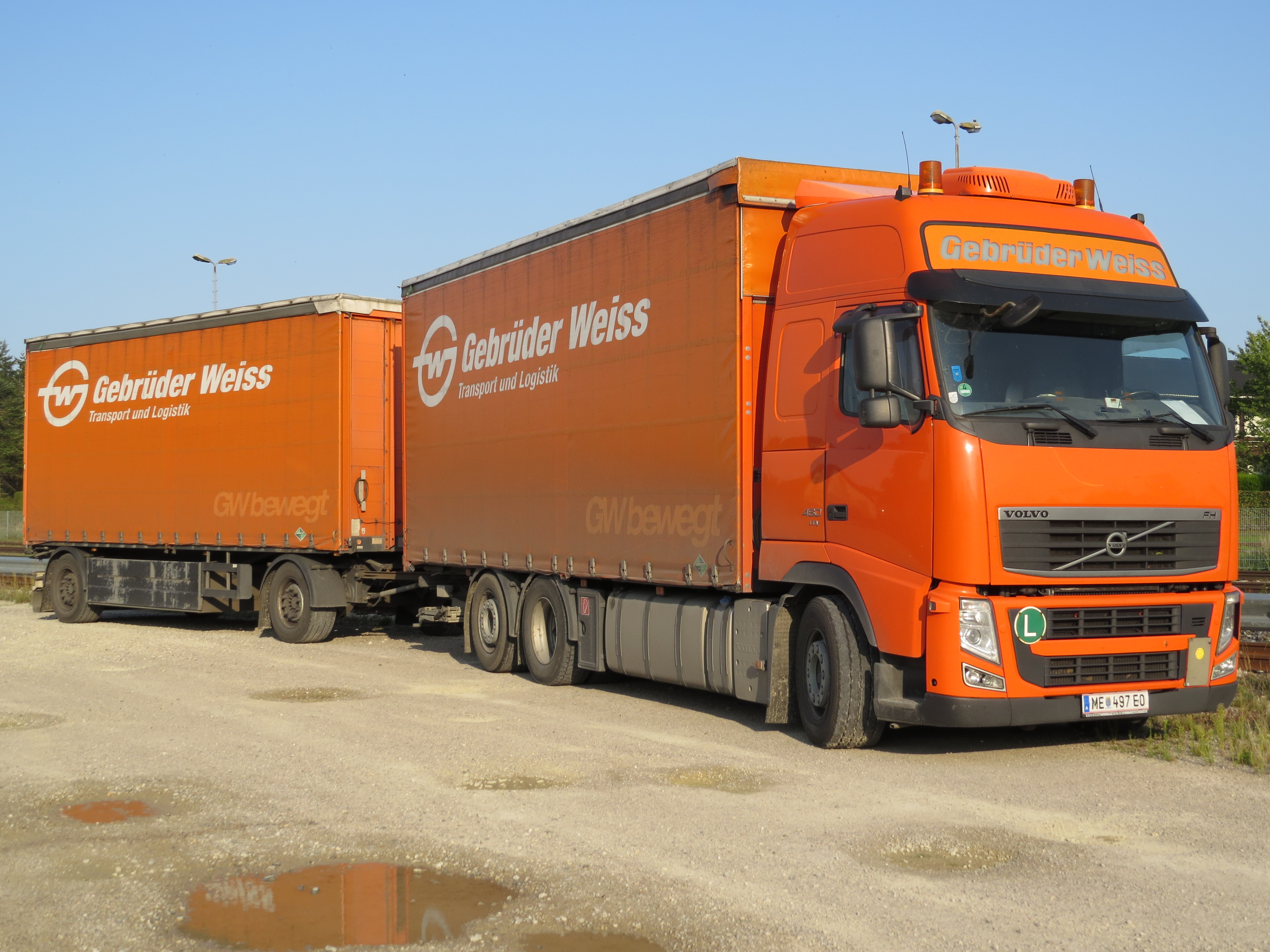
Volvo FH 460 der 2. Generation, Facelift ab 2008

### Volvo FH 16
Der FH 16 ist die am stärksten motorisierte Variante des FH. Er wird durch den D16 Reihensechszylinder mit 16,1 Litern Hubraum angetrieben, der überarbeitet aus dem Volvo F 16 übernommen wurde. Mit 16 Litern Hubraum, Direkteinspritzung und Motorleistungen von 400, 440 oder 515 kW wird er hauptsächlich in Schwerlastern eingesetzt. Das maximale Drehmoment der drei Motorvarianten liegt bei 2650, 2800 und 3150 Nm. Ein System zur selektiven katalytischen Reduktion ist zur Erfüllung der Euro-5-Abgasnorm auch bei dieser Modellreihe obligatorisch.
Im FH 16 kamen nacheinander die Versionen D16A, D16B, D16C, D16E und D16G zum Einsatz.

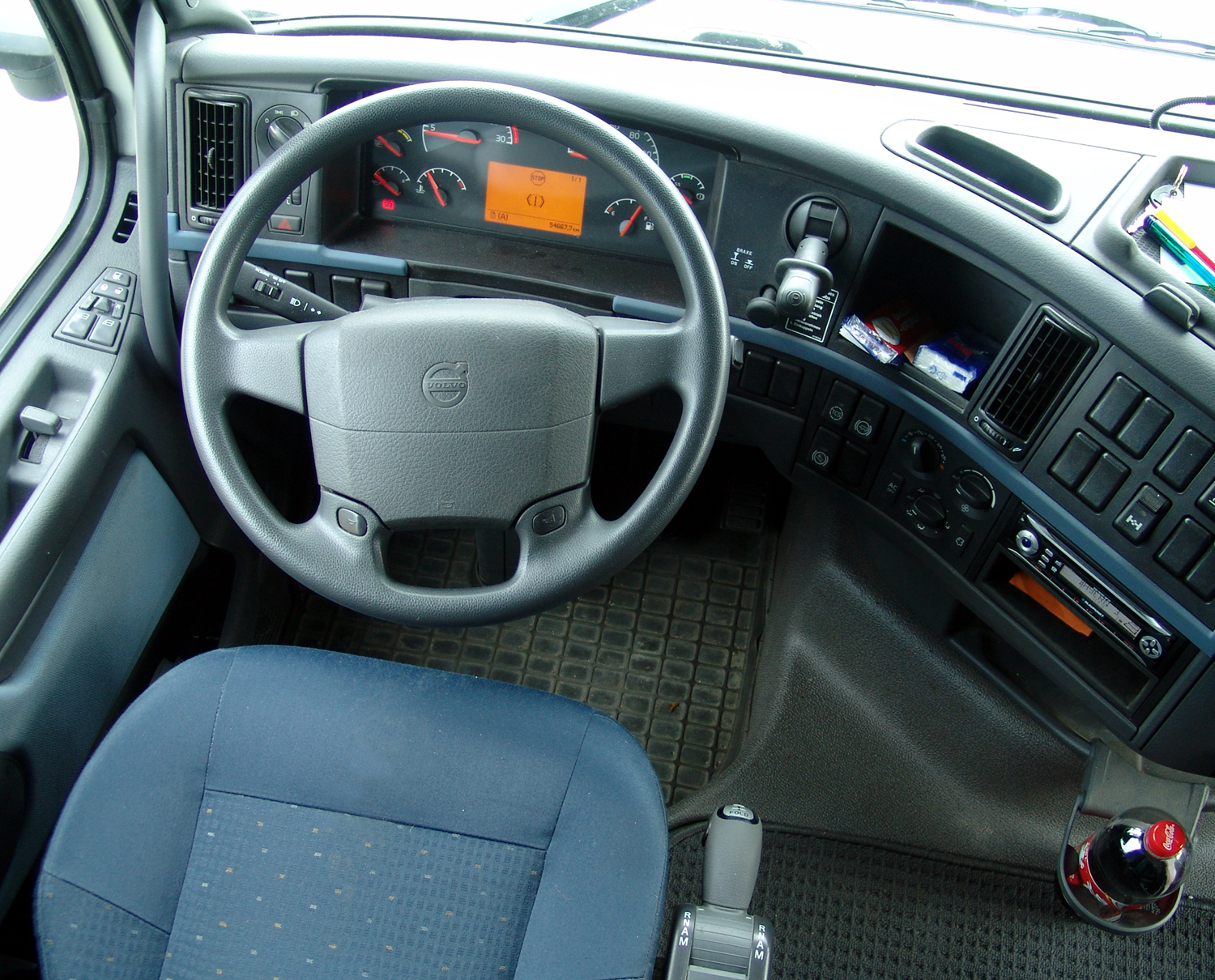
Fahrerplatz
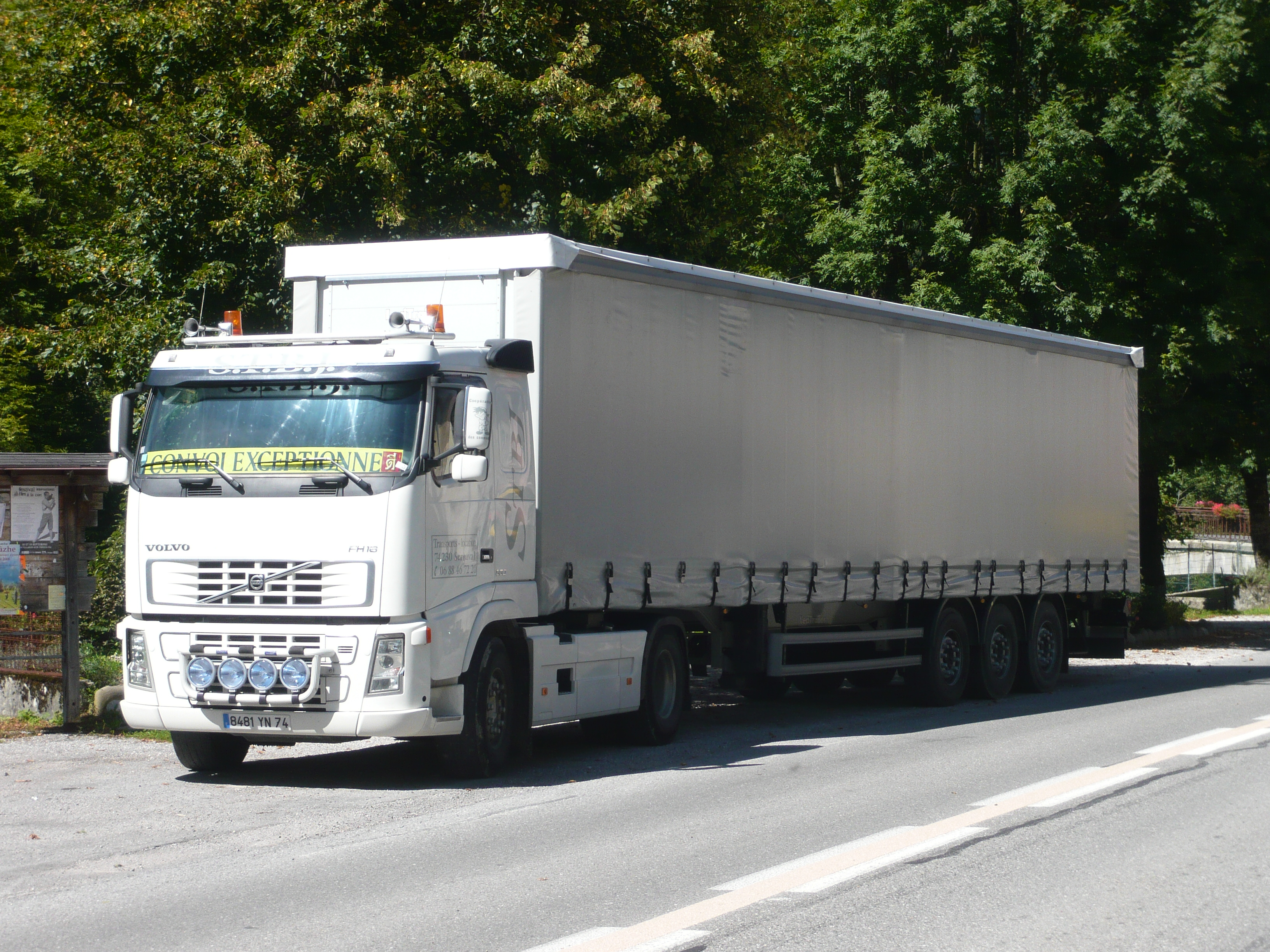
Volvo FH16
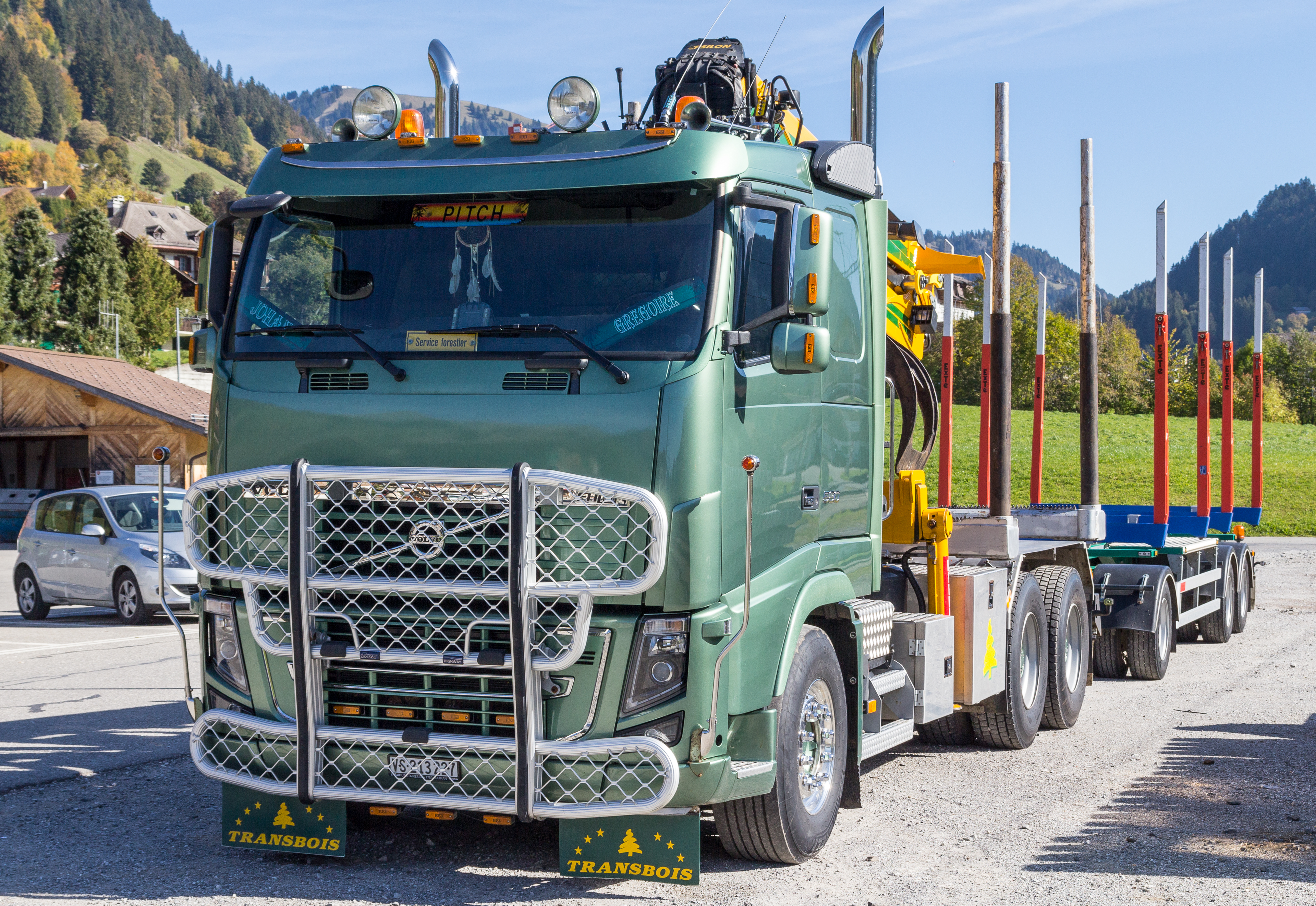
Volvo FH16.580 Holztransporter
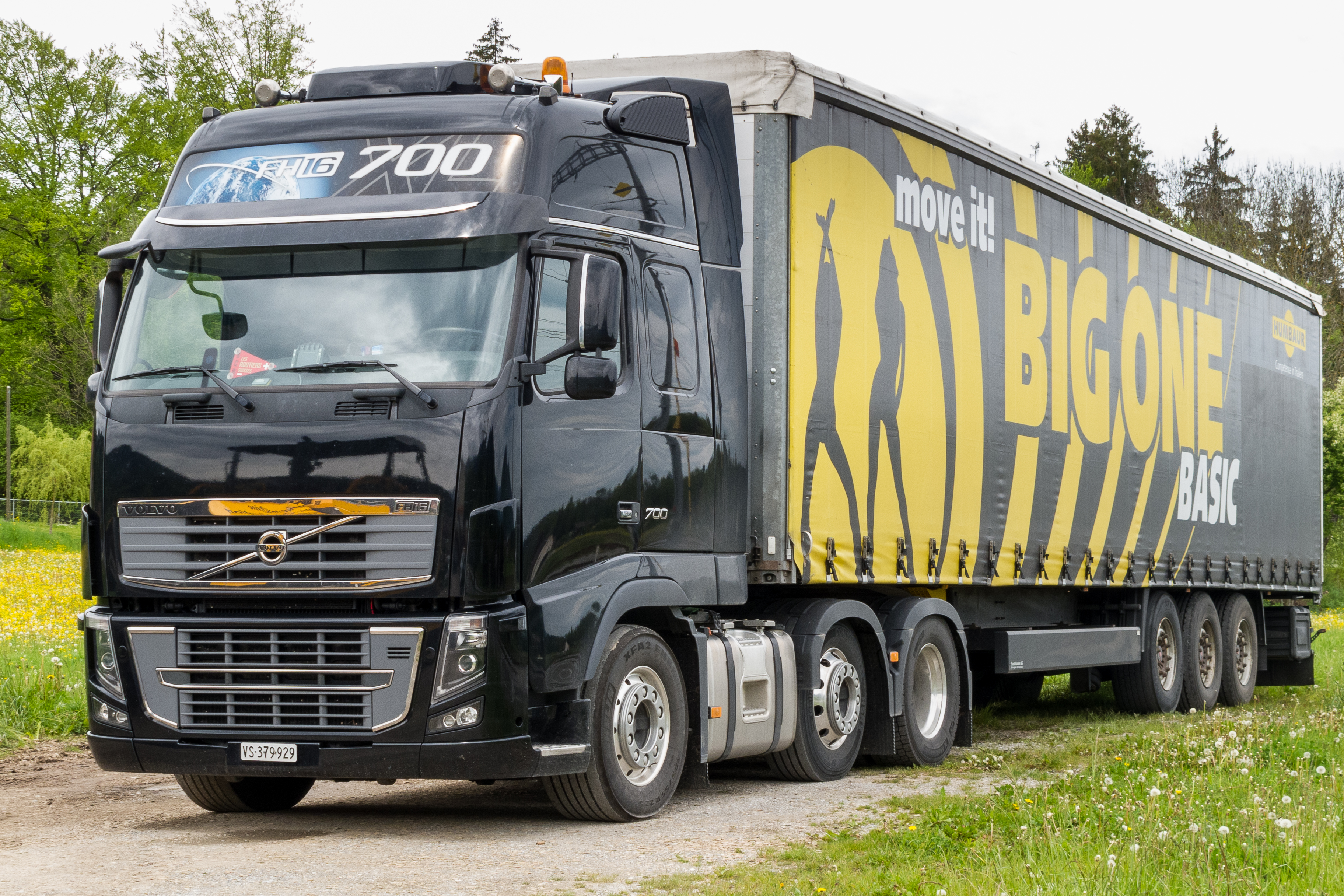
Volvo FH16.700

## 3. Generation seit 2012
Zur IAA-Nutzfahrzeuge 2012 in Hannover präsentierte Volvo die 3. Generation des FH. Das Fahrgestell sowie das Fahrerhaus sind komplett neu entwickelt, während die vom Vorgänger bekannten Motoren übernommen und teilweise überarbeitet wurden. Weiterhin führte Volvo diverse neue Fahrerassistenzsysteme ein, die sowohl die Sicherheit als auch den Kraftstoffverbrauch verbessern sollen.
Die 4. Generation wird seit 09/2012 in die verschiedenen Märkte eingeführt und wurde von einer internationalen Fachjury aus 24 europäischen Ländern zum Truck of the Year 2014 gewählt.

### Fahrgestell
Der FH ist als Fahrgestell sowie als Sattelzugmaschine in folgenden Achs-/Antriebskonfigurationen verfügbar:
- 4x2
- 6x2
- 6x4
- 8x2 (nicht als Sattelzugmaschine)
- 8x4

Die 4x2- und 6x2-Ausführungen sind auf Wunsch, erstmals in einem schweren Lkw, mit Einzelradaufhängung an der Vorderachse lieferbar.

### Fahrerhausvarianten
Der FH wird serienmäßig mit einem langen Fernverkehrs-Fahrerhaus ausgestattet, das eine Übernachtungsmöglichkeit für bis zu zwei Personen und eine Innenhöhe von 171 cm (über dem Motortunnel 162 cm) bietet.
Wahlweise sind zwei weitere Varianten, Globetrotter (203 / 196 cm) und Globetrotter XL (222 / 211 cm), erhältlich. Die drei Varianten unterscheiden sich nur durch Höhe des Daches; Länge und Breite sowie die Montagehöhe am Fahrgestell sind bei allen gleich.

### Motoren und Antriebsstrang
Der FH ist mit folgenden Motoren / Leistungsvarianten lieferbar (Stand bei Markteinführung):
| Motor | Bauart | Hubraum | max. Leistung                     | max. Drehmoment           | Abgasvarianten        |
| ----- | ------ | ------- | --------------------------------- | ------------------------- | --------------------- |
| D13C  | R6     | 12,8 l  | 309 kW(420PS) bei 1400–1900/min   | 2100 Nm bei 1000–1400/min | Euro 5, wahlweise EEV |
| D13C  | R6     | 12,8 l  | 338 kW (460 PS) bei 1400–1900/min | 2300 Nm bei 1000–1400/min | Euro 5, wahlweise EEV |
| D13C  | R6     | 12,8 l  | 368 kW (500 PS) bei 1400–1900/min | 2500 Nm bei 1050–1400/min | Euro 5, wahlweise EEV |
| D13C  | R6     | 12,8 l  | 397 kW (540 PS) bei 1450–1900/min | 2600 Nm bei 1050–1450/min | Euro 5                |
| D13K  | R6     | 12,8 l  | 338 kW (460 PS) bei 1400–1800/min | 2300 Nm bei 1000–1400/min | Euro 6                |
| D16G  | R6     | 16,1 l  | 397 kW (550 PS) bei 1450–1900/min | 2650 Nm bei 1000–1450/min | Euro 5                |
| D16G  | R6     | 16,1 l  | 441 kW (600 PS) bei 1500–1900/min | 2800 Nm bei 1000–1500/min | Euro 5                |
| D16G  | R6     | 16,1 l  | 515 kW (700 PS) bei 1550–1800/min | 3150 Nm bei 1000–1550/min | Euro 5                |
| D16G  | R6     | 16,1 l  | 551 kW (750 PS) bei 1600–1800/min | 3550 Nm bei 1050–1400/min | Euro 5, wahlweise EEV |

Die Kraft überträgt ein automatisiertes 12-Gang-Getriebe (I-Shift) oder wahlweise ein manuell zu schaltendes 14-Gang-Getriebe.

Beide Getriebe sind jeweils in verschiedenen Ausführungen (abhängig vom Motordrehmoment) sowie jeweils mit direkter Übersetzung im höchsten Gang oder mit Overdrive erhältlich.
In Verbindung mit I-Shift sind zusätzlich zur Basis-Software folgende Software-Pakete verfügbar:
- Verteiler- und Baustellenverkehr mit Zusatzfunktionen zur Unterstützung beim Anfahren bzw. Rangieren
- Fernverkehr & Wirtschaftlichkeit mit Funktionen zur Reduzierung des Kraftstoffverbrauchs, auf Wunsch zusätzlich mit I-See
- Schwerlasteinsatz mit optimierter Schaltstrategie für Gesamtzuggewichte über 85t

### Neue Assistenz- und Sicherheitssysteme
Mit dem neuen FH wurden zahlreiche Systeme (teilweise erstmals bei Lkw) eingeführt, die den Fahrkomfort, die Sicherheit sowie den Kraftstoffverbrauch verbessern sollen, beispielsweise
- Dynamisches Kurvenlicht in Verbindung mit Bi-Xenon-Scheinwerfern
- Adaptive Geschwindigkeitsregelung, wahlweise zusätzlich mit ACC-Bremse
- Alcolock
- Spurhalte- und Spurwechselassistent
- Notbremslicht
- Fahrerwarnung z. B. bei Müdigkeit / Unaufmerksamkeit
- Impuls-Streckbremse, verhindert Einknicken des Gespanns (sog. Klappmessereffekt) durch gezieltes Abbremsen des Anhängers
- Im Instrumenteneinsatz integriertes Display zur Darstellung zusätzlicher Informationen (Navigationssystem, Flottenmanagement, Außenkameras, Bordcomputer etc.)
- I-Roll, eine im I-Shift-Getriebe integrierte, automatische Freilauffunktion
- I-See, speichert beim erstmaligen Befahren einer Strecke Topografiedaten und steuert beim Befahren bereits gespeicherter Strecken den Tempomat und das I-Shift-Getriebe im Hinblick auf reduzierten Kraftstoffverbrauch
- Work Remote, ein multifunktionaler Fahrzeugschlüssel, mit dem Zusatzfunktionen wie z. B. Luftfederung, Nebenantriebe, Aufbaufunktionen etc. gesteuert werden können. Diese Systeme sind teilweise serienmäßig, teilweise als Sonderausstattung (zum Teil in Paketen zusammengefasst) erhältlich.

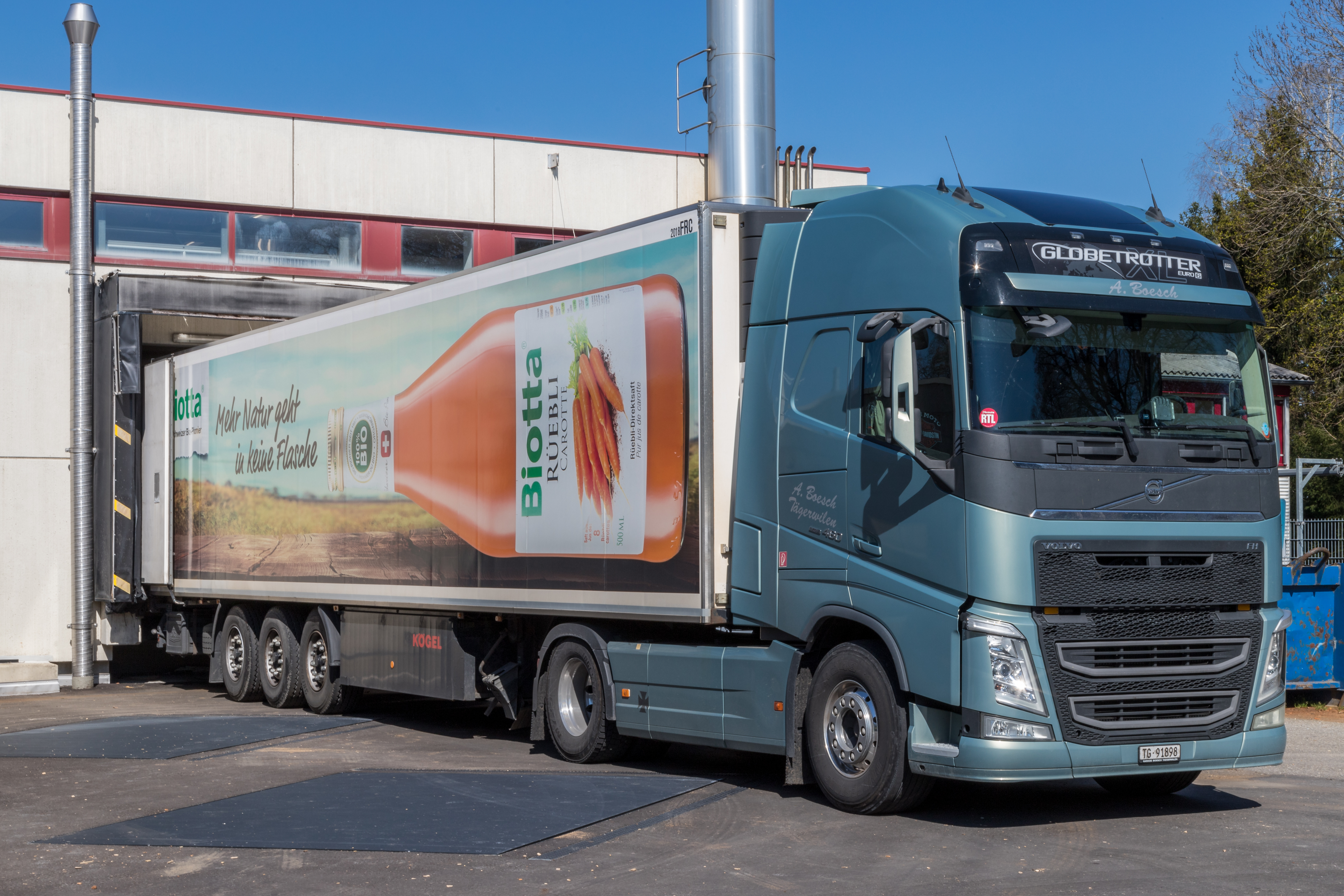
Volvo FH 460 Euro 6 Globetrotter
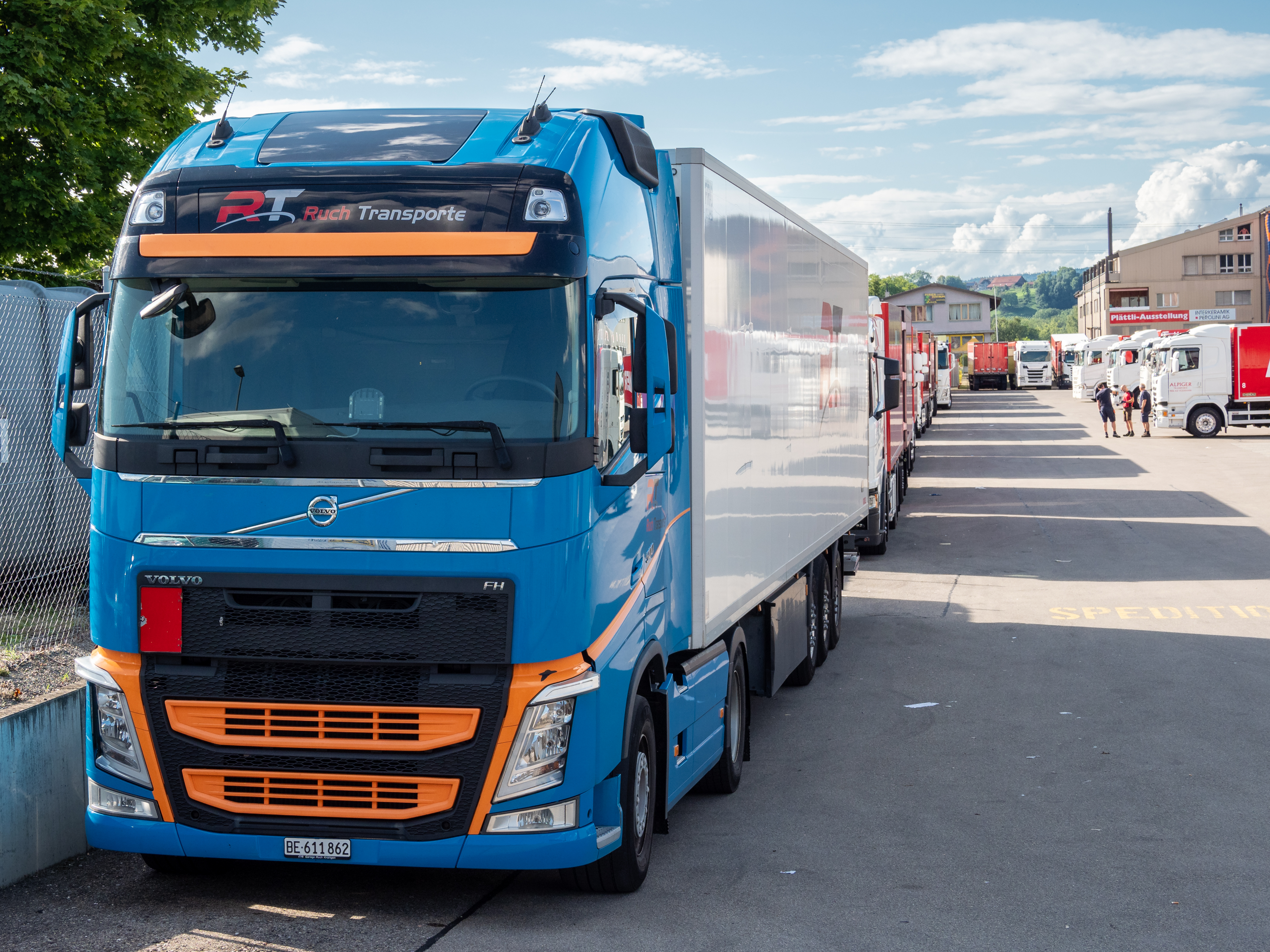
Volvo FH 500
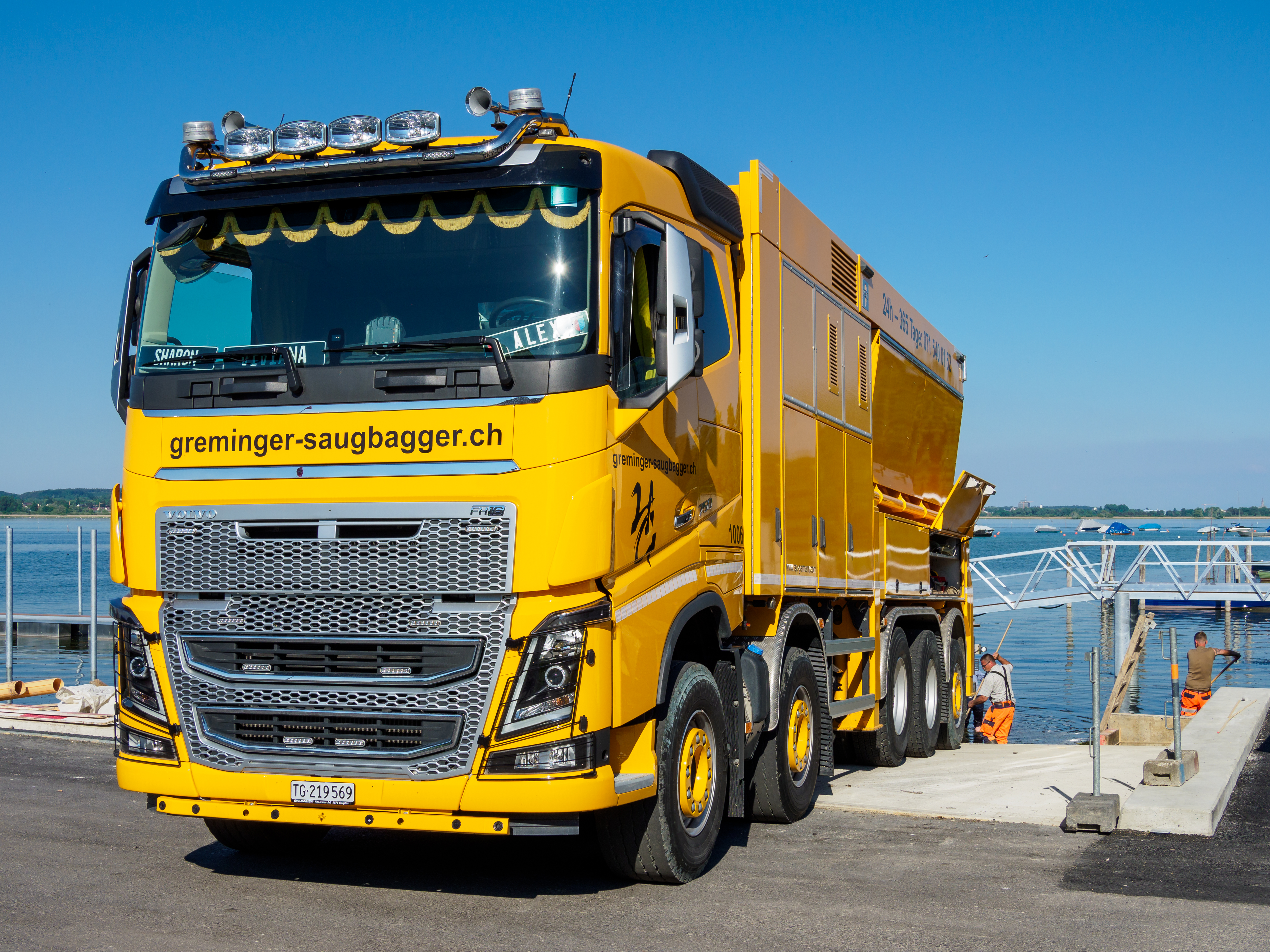
Volvo FH16.750 mit Saugbaggeraufbau
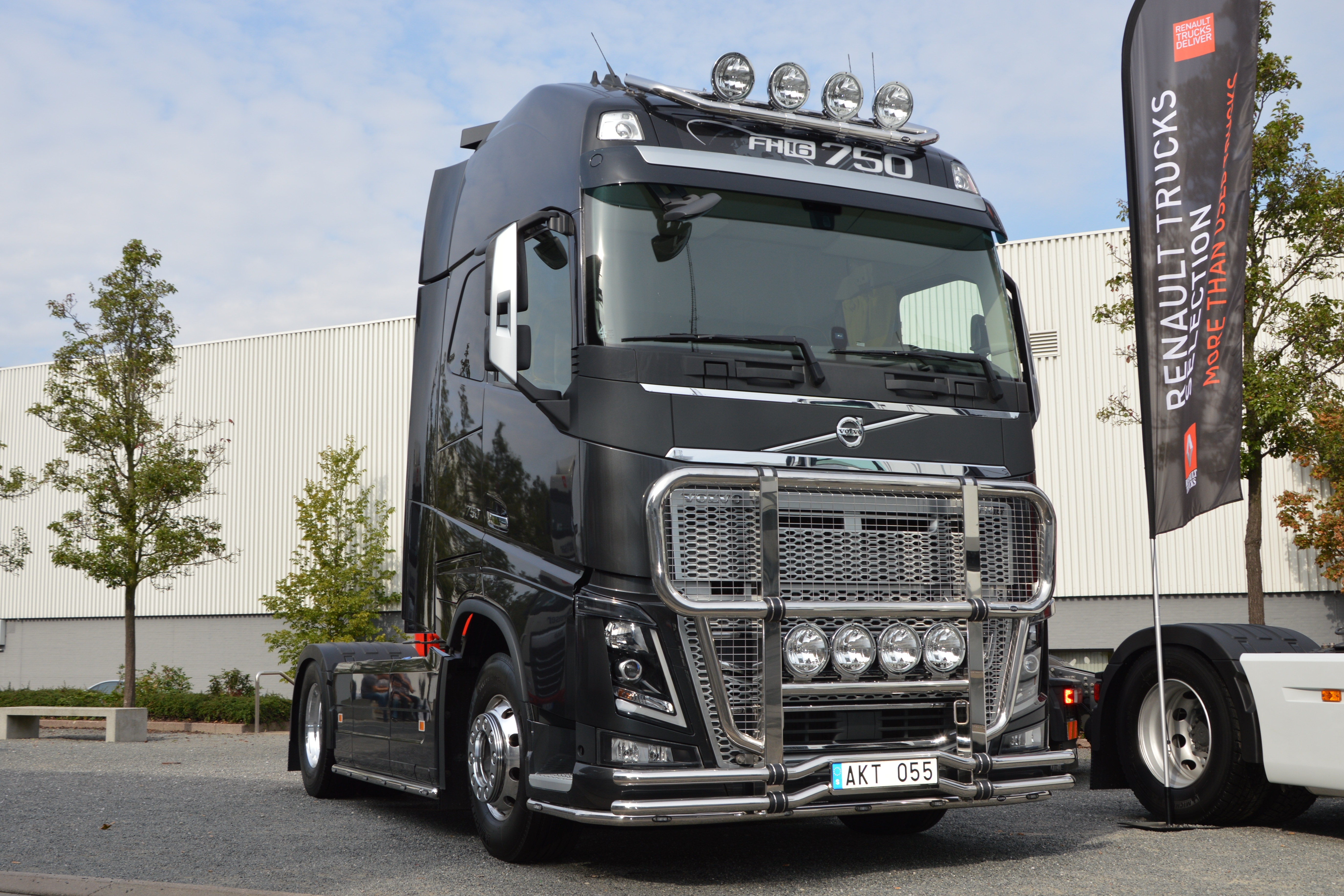
Volvo FH16 750
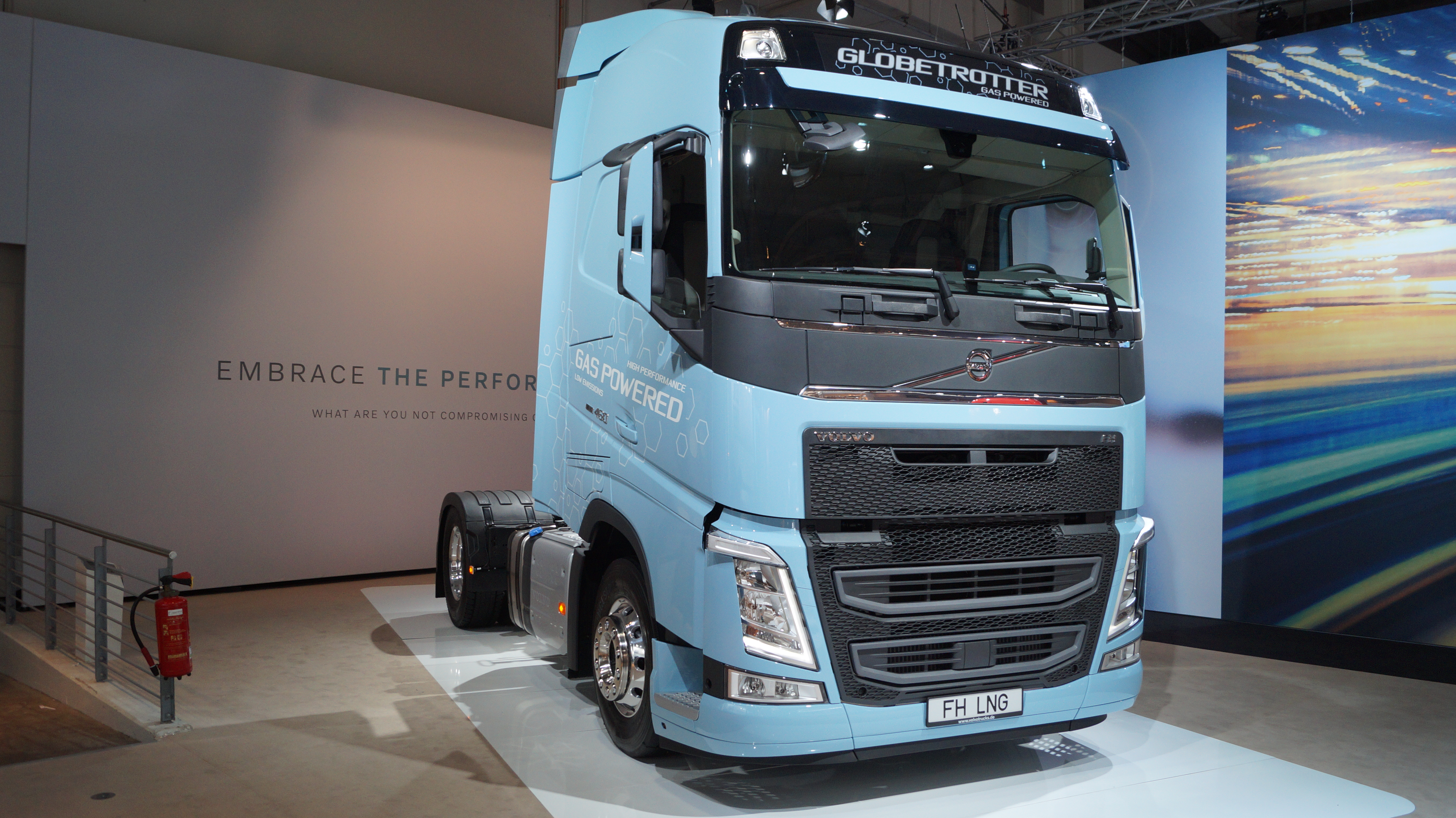
Volvo FH460 LNG

### Facelift
Der Lkw erhielt 2020 ein Facelift, das vor allem ein neues Scheinwerferdesign, einen aktualisierten Innenraum, neue Sicherheitsfunktionen und Effizienzverbesserungen beinhaltete. Das Modell vor dem Facelift wird weiterhin in ausgewählten Märkten angeboten, in denen das Facelift-Modell eingeführt wurde, und wird jetzt als Volvo FH Classic für Modelle mit 13-Liter-Motoren und als Volvo FH16 Classic für Modelle mit 16-Liter-Motoren vermarktet. Volvo brachte 2021 auch einen Elektro-Lkw auf den Markt.
Das 2024 eingeführte kleinere Update umfasst ein aktualisiertes Volvo-Logo, ein aktualisiertes I-See, aktualisierte Abzeichen, eine verbesserte Aerodynamik, ein aktualisiertes Infotainment, ein neues Volvo-Kameraüberwachungssystem, den Ersatz des D16K durch den D17K mit drei Leistungsstufen (600 PS und 3.000 Nm, 700 PS und 3.400 Nm sowie 780 PS und 3.800 Nm) und eine verbesserte Effizienz.

### FH Electric
Seit 2022 ist die FH auch mit batterieelektrischen Antriebsstrang erhältlich, welche in der Ausgabe Trucker 1/22 in der Variante
Volvo FH Electric Globetrotter XL mit 666 PS bzw. 490 kW und 540-kWh-Akkus getestet wurde. Der Verbrauch pro km lag dabei 1,1 kWh und wurde mit seinem Dieselpendant mit einem Verbrauch von 2,51 kWh (Volvo FH 500 I-Save) verglichen.

## FH Aero
Volvo Trucks hat den FH Aero vorgestellt, der mit einem verlängerten und schlankeren Fahrerhausdesign aufwartet. Er ist mit digitalen Spiegeln und einem leistungsstarken neuen Motor D17 (17,3 Liter) ausgestattet, der eine Ausgangsleistung von 780 PS und ein Drehmoment von 3800 Newtonmeter bietet. Diese innovativen Aero-Lkw-Modelle werden zwischen 2024 und 2025 schrittweise auf den Markt gebracht und in vier Varianten angeboten: FH Aero, FH Aero Electric, FH Aero mit Gasantrieb und FH16 Aero.